# Linaria incompleta
Linaria incompleta är en grobladsväxtart som beskrevs av Kuprian.. Linaria incompleta ingår i släktet sporrar, och familjen grobladsväxter. Inga underarter finns listade i Catalogue of Life.